# بطولة آسيا لكرة القدم الخماسية للأندية 2011
بطولة آسيا لكرة القدم الخماسية للأندية 2011 هو موسم من بطولة آسيا لكرة القدم الخماسية للأندية ‏. فاز فيه Nagoya Oceans ‏.